# Yara Puebla
Yara Puebla, all'anagrafe Yara Puebla Huguet (Alcalá de Henares, 16 novembre 1990), è un'attrice e modella spagnola, nota soprattutto per aver interpretato il ruolo di Camila Valdesace nella soap Il segreto (El secreto de Puente Viejo).

## Biografia

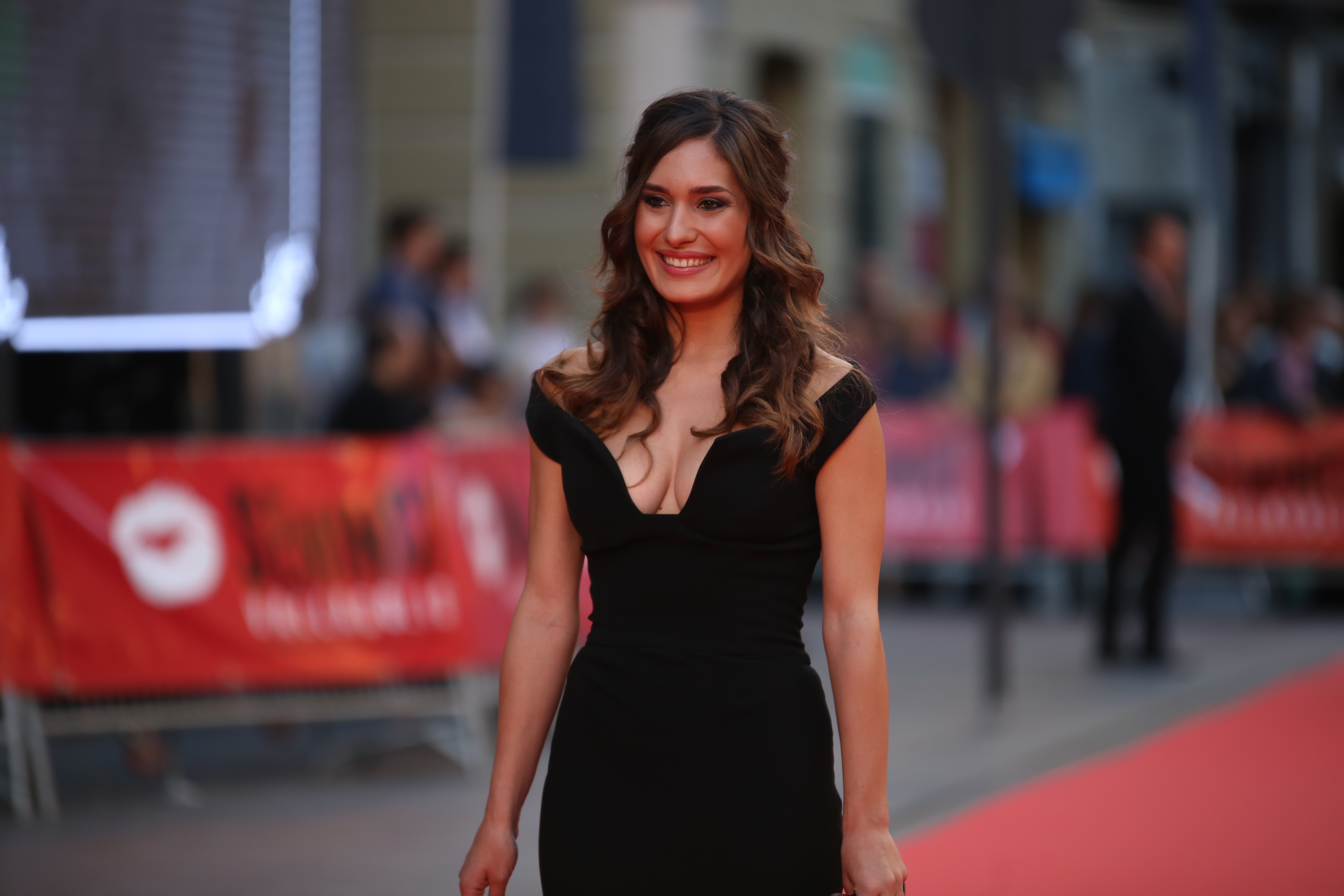
Yara Puebla nel 2016.

Yara Puebla è nata il 16 novembre 1990 ad Alcalá de Henares (Spagna), e oltre alla recitazione si occupa anche di teatro.

## Carriera
Yara Puebla all'età di tre anni ha iniziato la sua carriera di attrice, quando ha messo piede per la prima volta in un laboratorio teatrale per perdere la sua timidezza. All'età di diciannove anni ha deciso di fare della recitazione la sua professione ed ha iniziato a formarsi in varie istituzioni come l'accademia di versi di Alcalá de Henares, la formazione di recitazione con Fernando Piernas, la formazione di coaching per professionisti, il laboratorio da camera in central di cinema con Daniela Fejerman, e interpretazione teatrale negli anni 2011 e 2012.
Nel 2013 ha partecipato alla produzione cinematografica umoristica Mindundis a granel diretto da Josep María Jolis. Oltre alla sua esperienza in televisione, ha partecipato anche ad altri settori dell'industria artistica, come la musica. Nel 2014 ha recitato nel videoclip Vivir per il quarto album musicale del cantante spagnolo David Bustamante, entrambi protagonisti di questa produzione audiovisiva. Nel 2017 è tornata a partecipare nel settore musicale con il videoclip Noche de San Juan della cantante Merche uscito il 29 settembre dello stesso anno.
Nel 2014 ha realizzato piccole collaborazioni nelle serie Con el culo al aire in onda su Antena 3 e Ciega a citas in onda su Cuatro. A complemento della sua sfaccettatura artistica, è protagonista del progetto El Poder de la Naturaleza, promosso dall'Ufficio nazionale cinese del turismo a Madrid, con l'obiettivo di mostrare al mondo la bellezza dei paesaggi del Sichuan, dove è stato girato lo spot. Molti brand si sono arresi alla sua professionalità e bellezza, contando su di lei per numerose campagne come Head & Shoulders for Arabia  o il brand di cosmetici Elizabeth Arden.
Nel 2016 e nel 2017 è diventata popolare per aver interpretata il ruolo di Camila Valdesalce nella soap opera di Antena 3 Il segreto (El secreto de Puente Viejo). Ha lavorato anche come immagine di diversi marchi di moda in alcuni degli eventi più importanti del paese come la Mercedes-Benz Fashion Week Madrid o ilValladolid International Film Week che mostra gli stili di marchi come: i fratelli Ailanto, Hannibal Laguna o Lorenzo Caprile. Combina la sua carriera professionale come attrice con un progetto più intimo chiamato Creetivos, che è ospitato su YouTube.

## Filmografia

### Attrice

#### Cinema
- Mindundis a granel, regia di Josep María Jolis (2013)
- Tamaño Familiar (2015)

#### Televisione
- Con el culo al aire – serie TV (2014)
- Ciega a citas – serie TV (2014)
- Il segreto (El secreto de Puente Viejo) – soap opera (2016-2017)
- Velvet Collection (Velvet Colección) – serie TV (2017)
- No Muertos – serie TV (2020)

#### Cortometraggi
- Expiration Date, regia di Cristian Valenciano (2018)
- Cortados, regia di Mario Schoendorff (2020)

### Produttrice

#### Cortometraggi
- Expiration Date, regia di Cristian Valenciano (2018)

## Web TV
- Cortados di Mario Scoendorf
- Sin tele no hay paraíso, regia di Alex Ezkurdia

## Teatro
- Todos (2018)

## Doppiatrici italiane
Nelle versioni in italiano dei suoi film e delle sue serie TV, Yara Puebla è stata doppiata da:
- Emanuela D'Amico[14] ne Il segreto[15]